# Hoa hậu Hòa bình Thái Lan
Hoa hậu Hòa bình Thái Lan (tiếng Anh: Miss Grand Thailand, tiếng Thái: มิสแกรนด์ไทยแลนด์) là một cuộc thi sắc đẹp cấp quốc gia của Thái Lan được tổ chức thường niên từ năm 2013 để chọn ra đại diện của Thái Lan tranh tài tại các cuộc thi sắc đẹp quốc tế khác nhau mà ban tổ chức nắm giữ bản quyền, trong đó bao gồm cuộc thi Hoa hậu Hòa bình Quốc tế. Cuộc thi thuộc sỡ hữu của Nawat Itsaragrisil, ban đầu cuộc thi được phát sóng trên Kênh 7 (của Thái Lan) từ năm 2013 đến 2019 tuy nhiên sau đó cuộc thi chuyển sang phát sóng trên kênh One 31 sau khi cả hai kết thúc hợp đồng vào năm 2020.
Trong ba năm đầu tiên tổ chức cuộc thi lựa chọn thí sinh thông qua hình thức chọn trực tiếp sau các vòng sơ khảo. Tuy nhiên, sau này cuộc thi được cấp phép hoạt động cấp tỉnh vào năm 2016. Các thí sinh đến cuộc thi đều phải thông qua cuộc thi cấp tỉnh của họ, định dạng này tương tự như các cuộc thi là Hoa hậu Mỹ, Hoa hậu Venezuela.
Đương kim Hoa hậu Hòa bình Thái Lan là Thaweeporn Phingchamrat đến từ Chumphon  cô đã đăng quang vào ngày 29 tháng 4 năm 2023 tại Trung tâm Hội chợ Triển lãm Quốc tế Bangkok, ở Bangkok.

## Danh sách Hoa hậu và Á hậu
| Năm  | Hoa hậu Hòa bình Thái Lan                    | Á hậu | Á hậu | Á hậu | Á hậu | Địa điểm tổ chức                            | Thí sinh |
| Năm  | Hoa hậu Hòa bình Thái Lan                    | Á hậu 1 | Á hậu 2 | Á hậu 3 | Á hậu 4 | Địa điểm tổ chức                            | Thí sinh |
| ---- | -------------------------------------------- | --- | --- | --- | --- | ------------------------------------------- | -------- |
| 2013 | Yada Theppanom (Prachuap Khiri Khan)         | Kanikar Phusri (Bangkok)                                                                                                   | Thanyaporn Srisen (Nakhon Si Thammarat)                                                                                    | Keeratika Sawangjaeng (Phitsanulok)                                                                                        | Sopapan Viroonmas (Phuket)                                                                                                 | Trung tâm hội nghị Bangkok                  | 37       |
| 2014 | Parapadsorn Vorrasirinda (Nakhon Ratchasima) | Sasi Sintawee (Songkhla)                                                                                                   | Ananya Mongkolthai (Bangkok)                                                                                               | Phataraporn Wang (Bangkok)                                                                                                 | Warangkanang Wutthayangkorn (Nakhon Sawan)                                                                                 | Trung tâm hội nghị Bangkok                  | 50       |
| 2015 | Rattikorn Kunsom (Songkhla)                  | Tharathip Sukdharunpatr (Roi Et)                                                                                           | Boonyanee Sungpirom (Nakhon Pathom)                                                                                        | Chonthicha Imjunya (Chonburi)                                                                                              | Sakonwan Saetiao (Chonburi)                                                                                                | Nhà thi đấu Huamark                         | 50       |
| 2016 | Supaporn Malisorn (Songkhla)                 | Chatchadaporn Kimakorn (Ratchaburi)                                                                                        | Atitaya Khunnalapat (Sing Buri)                                                                                            | Pinicha Kitkasempongsa (Chonburi)                                                                                          | Anchana Archklom (Phetchaburi)                                                                                             | Nhà thi đấu Huamark                         | 77       |
| 2017 | Pamela Pasinetti (Krabi)                     | Chatnalin Chotjirawarachat (Kamphaeng Phet)                                                                                | Sarucha Nilchan (Prachuap Khiri Khan)                                                                                      | Thaweeporn Prinkchumrud (Chanthaburi)                                                                                      | Kamolrat Thanont (Sisaket)                                                                                                 | Trung tâm Hội chợ Triển lãm Quốc tế Bangkok | 77       |
| 2018 | Nam–Oey Chanaphan (Phuket)                   | Jiratchaya Sukinta (Nakhon Pathom)                                                                                         | Ingchanok Prasart (Sakon Nakhon)                                                                                           | Nantapak Kraiha (Buriram)                                                                                                  | Methawee Theerateekul (Sa Kaeo)                                                                                            | Trung tâm Hội chợ Triển lãm Quốc tế Bangkok | 77       |
| 2019 | Arayha Suparurk (Nakhon Phanom)              | Peerachada Khunrak (Nan)                                                                                                   | ;Naruemon Kampan (Chiang Mai)                                                                                              | Maneerat Daengprasert (Trat)                                                                                               | Chompoonuch Puengpon (Phang Nga)                                                                                           | Trung tâm Hội chợ Triển lãm Quốc tế Bangkok | 77       |
| 2020 | Patcharaporn Chantarapadit (Ranong)          | Indy Johnson (Pathum Thani)                                                                                                | Patchaploy Rueandaluang (Nakhon Si Thammarat)                                                                              | Juthamas Mekseree (Chiang Rai)                                                                                             | Nutnicha Srithongsuk (Mukdahan)                                                                                            | Trung tâm Hội chợ Triển lãm Quốc tế Bangkok | 77       |
| 2021 | Indy Johnson (Pathum Thani)                  | Không có cuộc thi do ảnh hưởng của đại dịch COVID-19, Á hậu 1 Hòa bình Thái Lan 2020 đã được được vổ nhiệm vào vị trí này. | Không có cuộc thi do ảnh hưởng của đại dịch COVID-19, Á hậu 1 Hòa bình Thái Lan 2020 đã được được vổ nhiệm vào vị trí này. | Không có cuộc thi do ảnh hưởng của đại dịch COVID-19, Á hậu 1 Hòa bình Thái Lan 2020 đã được được vổ nhiệm vào vị trí này. | Không có cuộc thi do ảnh hưởng của đại dịch COVID-19, Á hậu 1 Hòa bình Thái Lan 2020 đã được được vổ nhiệm vào vị trí này. | Trung tâm Hội chợ Triển lãm Quốc tế Bangkok | 77       |
| 2022 | Engfa Waraha (Bangkok)                       | Amanda Jensen (Phuket) | Thanawan Wigg (Kalasin) | Ornpreeya Nesa Mahmoodi (Ang Thong)                                                                                        | Suphatra Kliangprom (Phrae)                                                                                                | Trung tâm Hội chợ Triển lãm Quốc tế Bangkok | 77       |
| 2023 | Thaweeporn Phingchamrat (Chumphon)           | Tia Taveepanichpan (Phuket)                                                                                                | Pimjira Jaroenlak (Bangkok)                                                                                                | Ajcharee Srisuk (Loei) | Ketwalee Phonbodi (Phrae)                                                                                                  | Trung tâm Hội chợ Triển lãm Quốc tế Bangkok | 77       |

## Bộ sưu tập ảnh

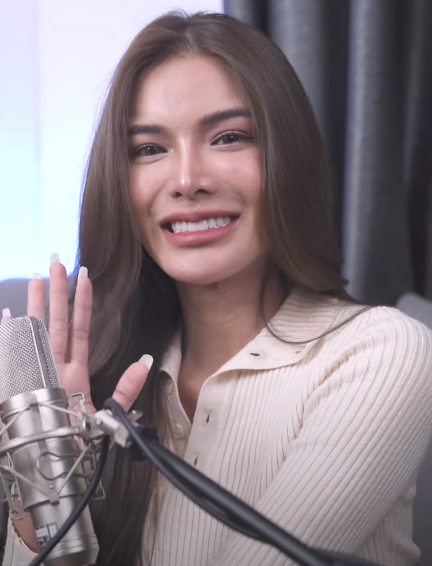
Hoa hậu Hòa bình Thái Lan 2023 Thaweeporn Phingchamrat Chumphon
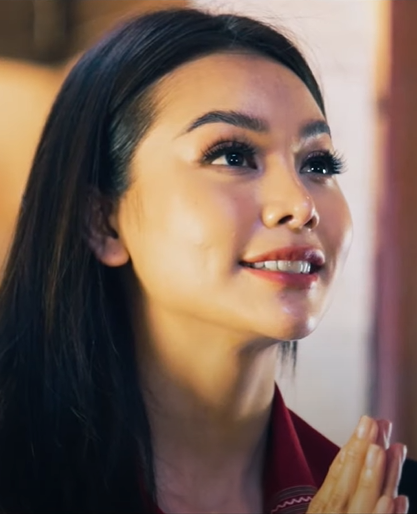
Hoa hậu Hòa bình Thái Lan 2022 Engfa Waraha Bangkok
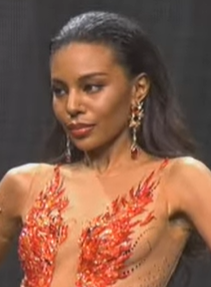
Hoa hậu Hòa bình Thái Lan 2021 Indy Johnson Pathum Thani
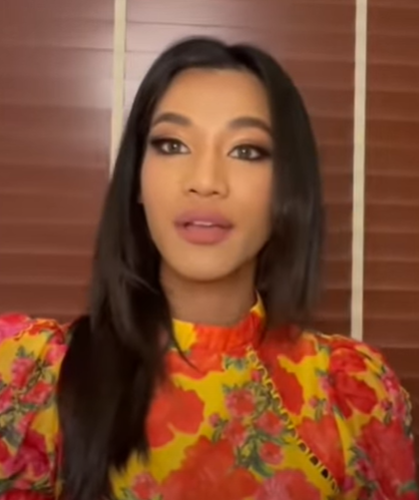
Hoa hậu Hòa bình Thái Lan 2020 Patcharaporn Chantarapadit Ranong
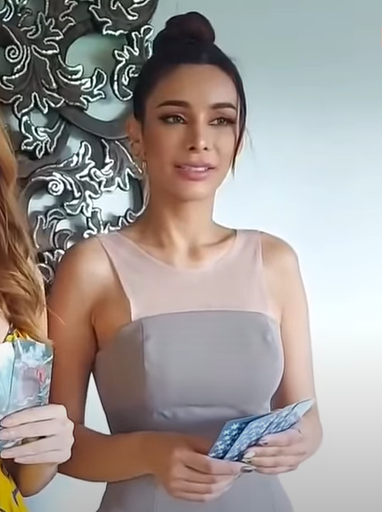
Hoa hậu Hòa bình Thái Lan 2019 Arayha Suparurk Nakhon Phanom
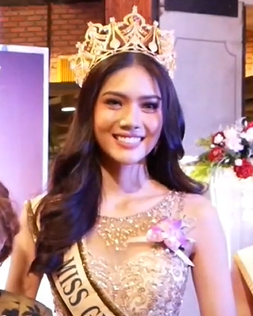
Hoa hậu Hòa bình Thái Lan 2018 Nam–Oey Chanaphan Phuket
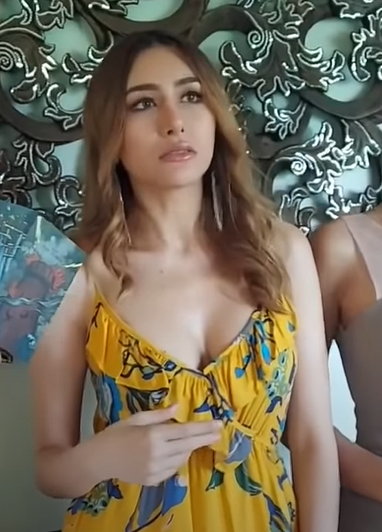
Hoa hậu Hòa bình Thái Lan 2017 Pamela Pasinetti Krabi
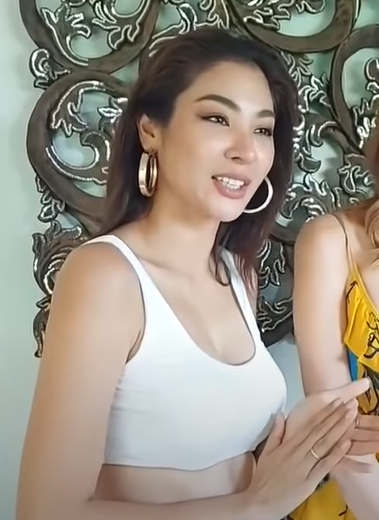
Hoa hậu Hòa bình Thái Lan 2016 Supaporn Malisorn Songkhla
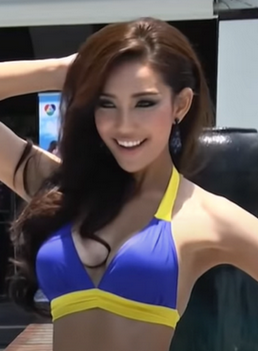
Hoa hậu Hòa bình Thái Lan 2015 Rattikorn Kunsom Songkhla
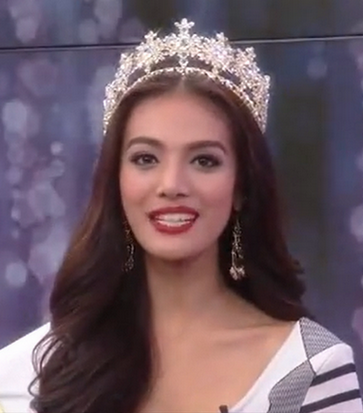
Hoa hậu Hòa bình Thái Lan 2014 Parapadsorn Vorrasirinda Nakhon Ratchasima
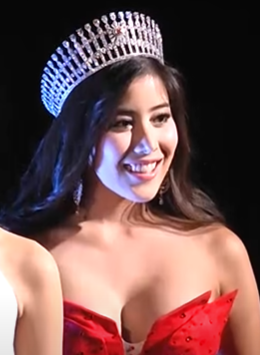
Hoa hậu Hòa bình Thái Lan 2013 Yada Theppanom Prachuap Khiri Khan

## Số lần chiến thắng
| Số lần chiến thắng | Tỉnh                | Năm        |
| ------------------ | ------------------- | ---------- |
| 2                  | Phuket              | 2018, 2024 |
| 2                  | Songkhla            | 2015, 2016 |
| 1                  | Bangkok             | 2022       |
| 1                  | Pathum Thani        | 2021       |
| 1                  | Ranong              | 2020       |
| 1                  | Nakhon Phanom       | 2019       |
| 1                  | Krabi               | 2017       |
| 1                  | Nakhon Ratchasima   | 2014       |
| 1                  | Prachuap Khiri Khan | 2013       |
| 1                  | Chumphon            | 2023       |

## Đại diện Thái Lan cuộc thi quốc tế

### Nhượng quyền thương mại
Ghi chú
- : Dành chiến thắng
- : Á hậu hoặc top 5/6
- : Không đạt thứ hạng
- : Chiến thắng giải thưởng phụ

### Thái Lan tạiHoa hậu Hòa bình Quốc tế
| Năm  | Tên đại diện               | Quê quán            | Danh hiệu                      | Thứ hạng         | Giải thưởng phụ |
| ---- | -------------------------- | ------------------- | ------------------------------ | ---------------- | --- |
| 2024 | Malinchara-anan            | Phuket              | Hoa hậu Hòa bình Thái Lan 2024 | Top 20           | 5 Giải thưởng phụ - -Country's Power of the Year Miss Beauty Skin Pre-arrival voting winners Top 20 Best in Swimsuit (Vote) Top 10 Best National Costume (Vote)                 |
| 2023 | Thaweeporn Phingchamrat    | Phetchaburi         | Hoa hậu Hòa bình Thái Lan 2023 | Top 10 (Á hậu 5) | |
| 2022 | Engfa Waraha               | Bangkok             | Hoa hậu Hòa bình Thái Lan 2022 | Á hậu 1          | |
| 2021 | Indy Johnson               | Pathum Thani        | Hoa hậu Hòa bình Thái Lan 2021 | Không            | 5 Giải thưởng phụ - -Best in Evening Gown -Lottery Prizes Event -Top 20 - Best in National Costume -Top 20 - Best in Swimsuit -Top 20 - Pre-Arrival                             |
| 2020 | Patcharaporn Chantarapadit | Ranong              | Hoa hậu Hòa bình Thái Lan 2020 | Top 10           | 4 Giải thưởng phụ - -Best in National Costume -How to eat Thai food in 2 minute Challenge -Top 20 - Best in Swimsuit -Top 25 - How to get to know you in 1 minute Challenge     |
| 2019 | Arayha Suparurk            | Nakhon Phanom       | Hoa hậu Hòa bình Thái Lan 2019 | Á hậu 2          | 4 Giải thưởng phụ - -Top 10 - Best in Swimsuit -Top 10 - Miss Popular Vote -Top 10 - Best in National Costume -Top 22 - The Historic Crowns Fashion Show Gala by George Wittels |
| 2018 | Nam–Oey Chanaphan          | Phuket              | Hoa hậu Hòa bình Thái Lan 2018 | Top 20           | 3 Giải thưởng phụ - -Best in Evening Gown -Top 10 - Pre-Arrival -Top 12 - Best in National Costume                                                                              |
| 2017 | Pamela Pasinetti           | Krabi               | Hoa hậu Hòa bình Thái Lan 2017 | Top 10           | 2 Giải thưởng phụ - -Miss Paradise Gave Heart Ace -Top 25 - Best in National Costume                                                                                            |
| 2016 | Supaporn Malisorn          | Songkhla            | Hoa hậu Hòa bình Thái Lan 2016 | Á hậu 2          | 1 Giải thưởng phụ - -Top 10 - Best in National Costume |
| 2015 | Rattikorn Kunsom           | Songkhla            | Hoa hậu Hòa bình Thái Lan 2015 | Á hậu 4          | 2 Giải thưởng phụ - -Top 20 - Best in National Costume -Top 36 - Miss Popular Vote                                                                                              |
| 2014 | Parapadsorn Vorrasirinda   | Nakhon Ratchasima   | Hoa hậu Hòa bình Thái Lan 2014 | Top 10           | 3 Giải thưởng phụ - -Best in Swimsuit -Top 11 - Miss Popular Vote -Top 20 - Best in National Costume                                                                            |
| 2013 | Yada Theppanom             | Prachuap Khiri Khan | Hoa hậu Hòa bình Thái Lan 2013 | Top 20           | 1 Giải thưởng phụ - Top 10 - Best in National Costume |

### Thái Lan tạiHoa hậu Liên lục địa
| Năm  | Tên đại diện                                       | Quê quán                                           | Danh hiệu                                          | Thứ hạng                                           | Giải thưởng phụ                                                              |
| ---- | -------------------------------------------------- | -------------------------------------------------- | -------------------------------------------------- | -------------------------------------------------- | ---------------------------------------------------------------------------- |
| 2022 | Amanda Jensen                                      | Phuket                                             | Á hậu 1 Hòa bình Thái Lan 2022                     | Top 20                                             | TBA                                                                          |
| 2021 | Nutnicha Srithongsuk                               | Mukdahan                                           | Á hậu 4 Hòa bình Thái Lan 2020                     | Top 20                                             |                                                                              |
| 2020 | Cuộc thi bị hủy do ảnh hưởng của đại dịch COVID-19 | Cuộc thi bị hủy do ảnh hưởng của đại dịch COVID-19 | Cuộc thi bị hủy do ảnh hưởng của đại dịch COVID-19 | Cuộc thi bị hủy do ảnh hưởng của đại dịch COVID-19 | Cuộc thi bị hủy do ảnh hưởng của đại dịch COVID-19                           |
| 2019 | Naruemon Kampan                                    | Chiang Mai                                         | Á hậu 2 Hòa bình Thái Lan 2019                     | 2nd Runner-up                                      | 1 giải thưởng phụ - - Miss Intercontinental Asia & Oceania                   |
| 2018 | Ingchanok Prasart                                  | Sakon Nakhon                                       | Á hậu 2 Hòa bình Thái Lan 2018                     | Top 20                                             | 1 giải thưởng phụ - - 1st Runner-up – Miss Playa Calatagan                   |
| 2017 | Sarucha Nilchan                                    | Prachuap Khiri Khan                                | Á hậu 2 Hòa bình Thái Lan 2017                     | Không                                              | 1 giải thưởng phụ - - 2nd Runner-up – Best in National Costume               |
| 2016 | Atitaya Khunnalapat                                | Sinh Buri                                          | Á hậu 2 Hòa bình Thái Lan 2016                     | Top 15                                             | 1 giải thưởng phụ - - Best in National Costume                               |
| 2015 | Boonyanee Sungpirom                                | Nakhon Pathom                                      | Á hậu 2 Hòa bình Thái Lan 2015                     | Top 17                                             | 2 giải thưởng phụ - - Miss Photogenic - 2nd Runner-up – Best in Evening Gown |
| 2014 | Phataraporn Wang                                   | Bangkok                                            | Á hậu 3 Hòa bình Thái Lan 2014                     | Hoa hậu Liên lục địa 2014                          |                                                                              |
| 2013 | Keeratika Sawangjaeng                              | Phitsanulok                                        | Á hậu 3 Hòa bình Thái Lan 2013                     | Top 15                                             |                                                                              |